# Kutuku
Kutuku – wieś w Botswanie w dystrykcie Southern. Według spisu ludności z 2011 roku wieś liczyła 166 mieszkańców.